# Hellend vlak van Saint-Louis-Arzviller

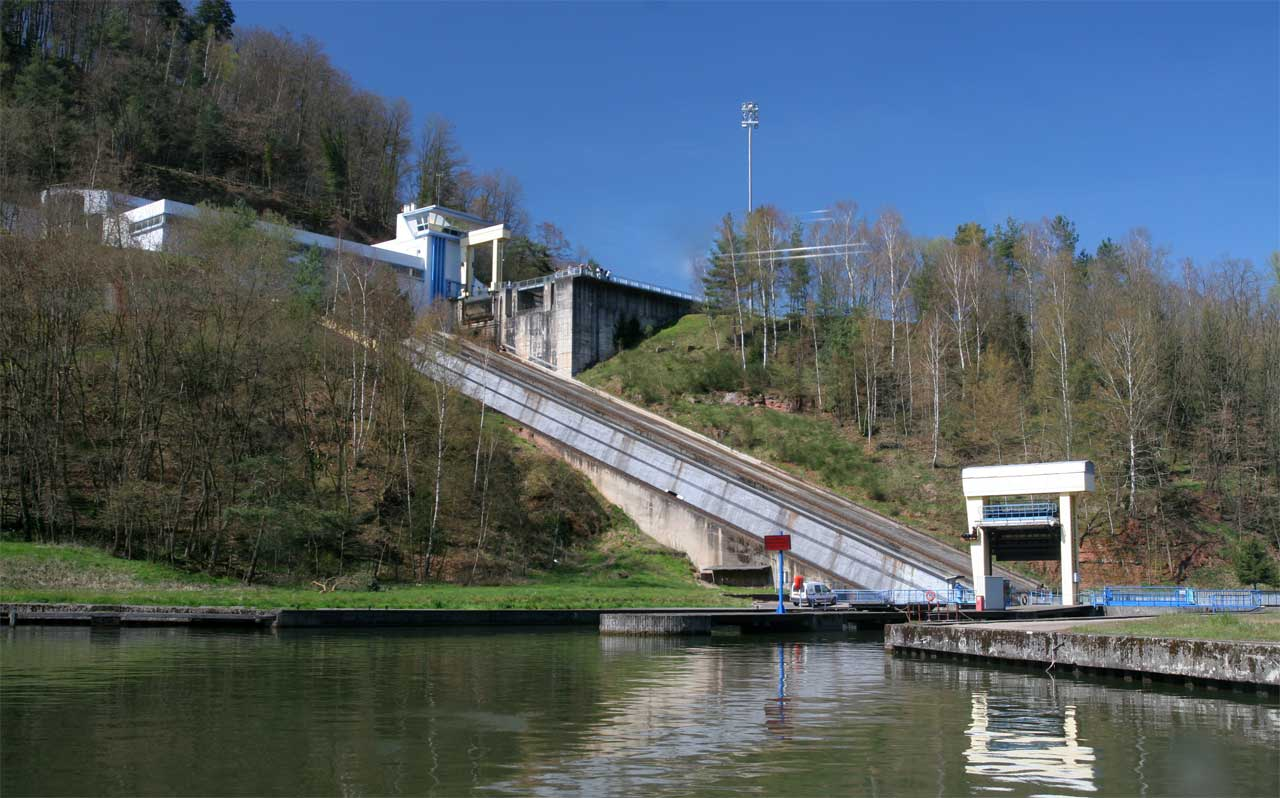
Zicht op het hellend vlak bij Arzviller

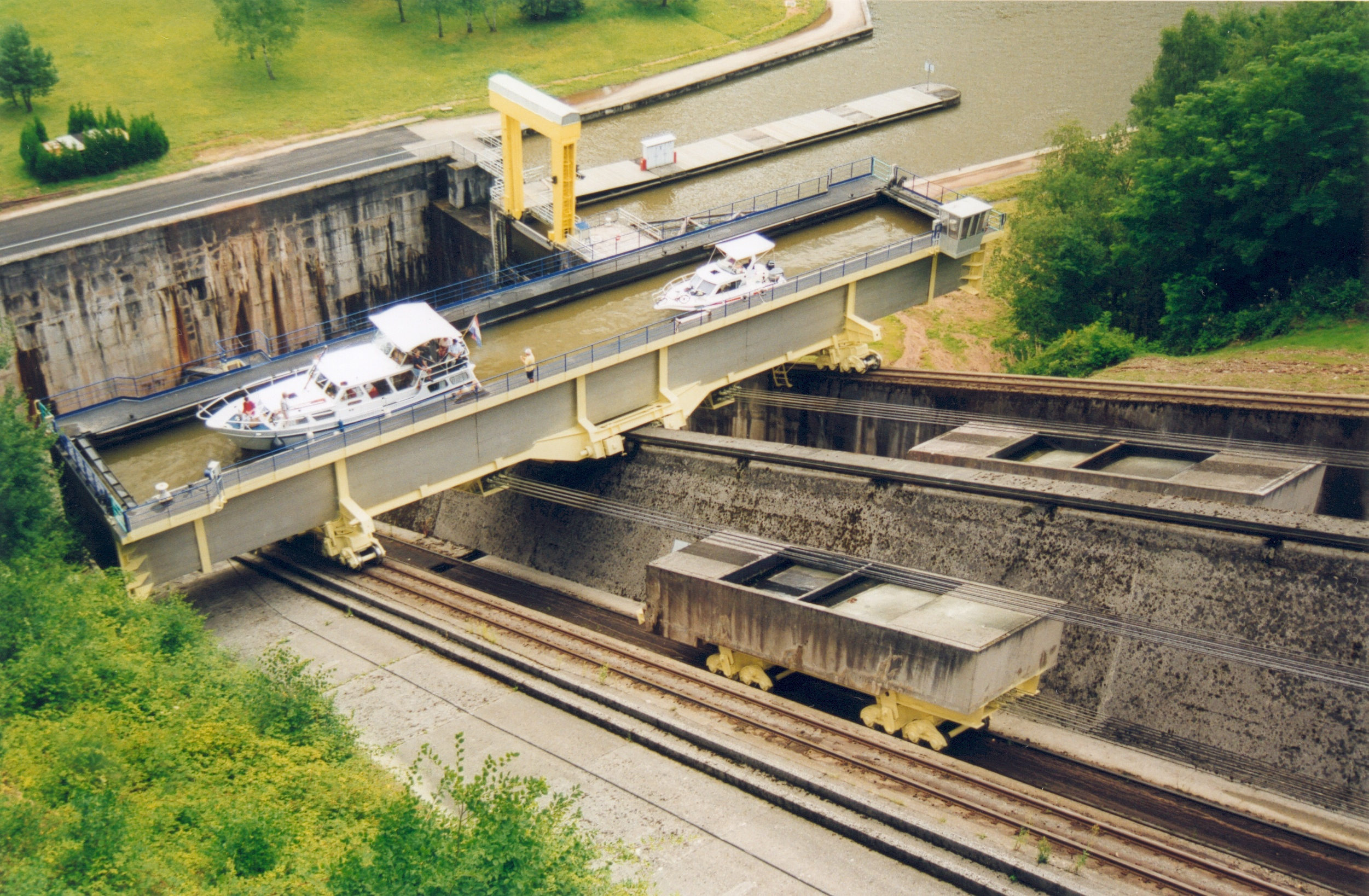
Zicht van boven

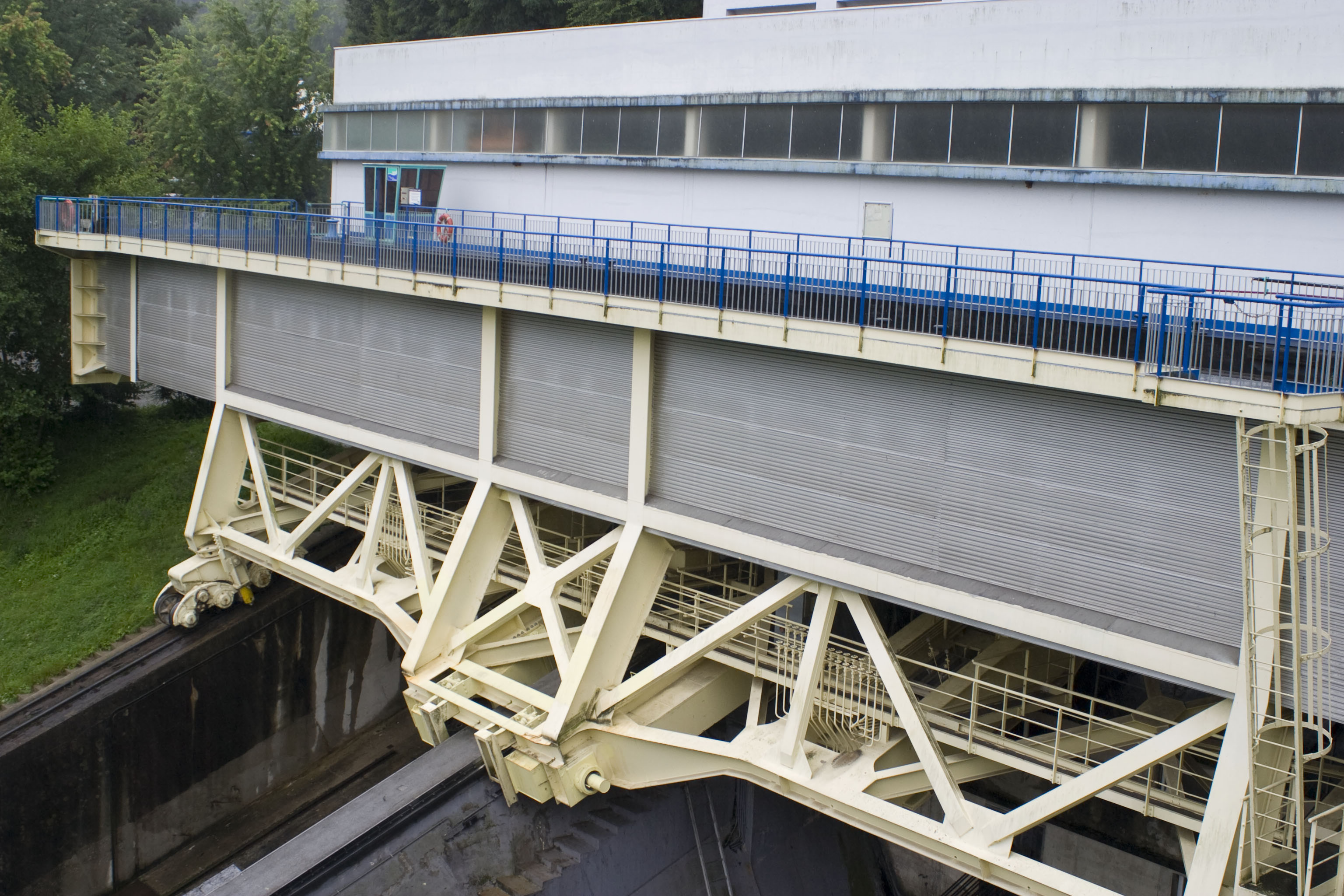
De bak

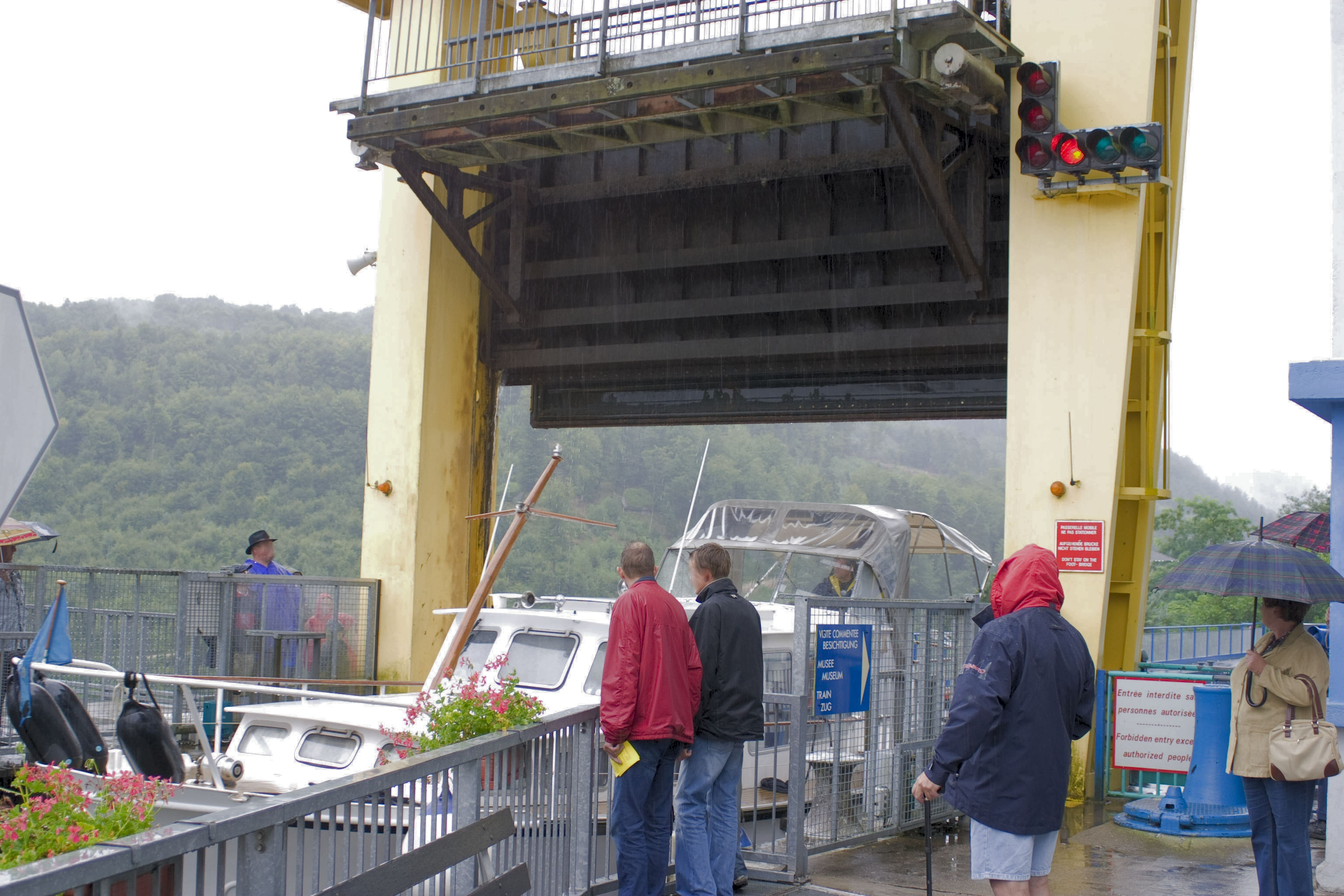
Sluisdeuren

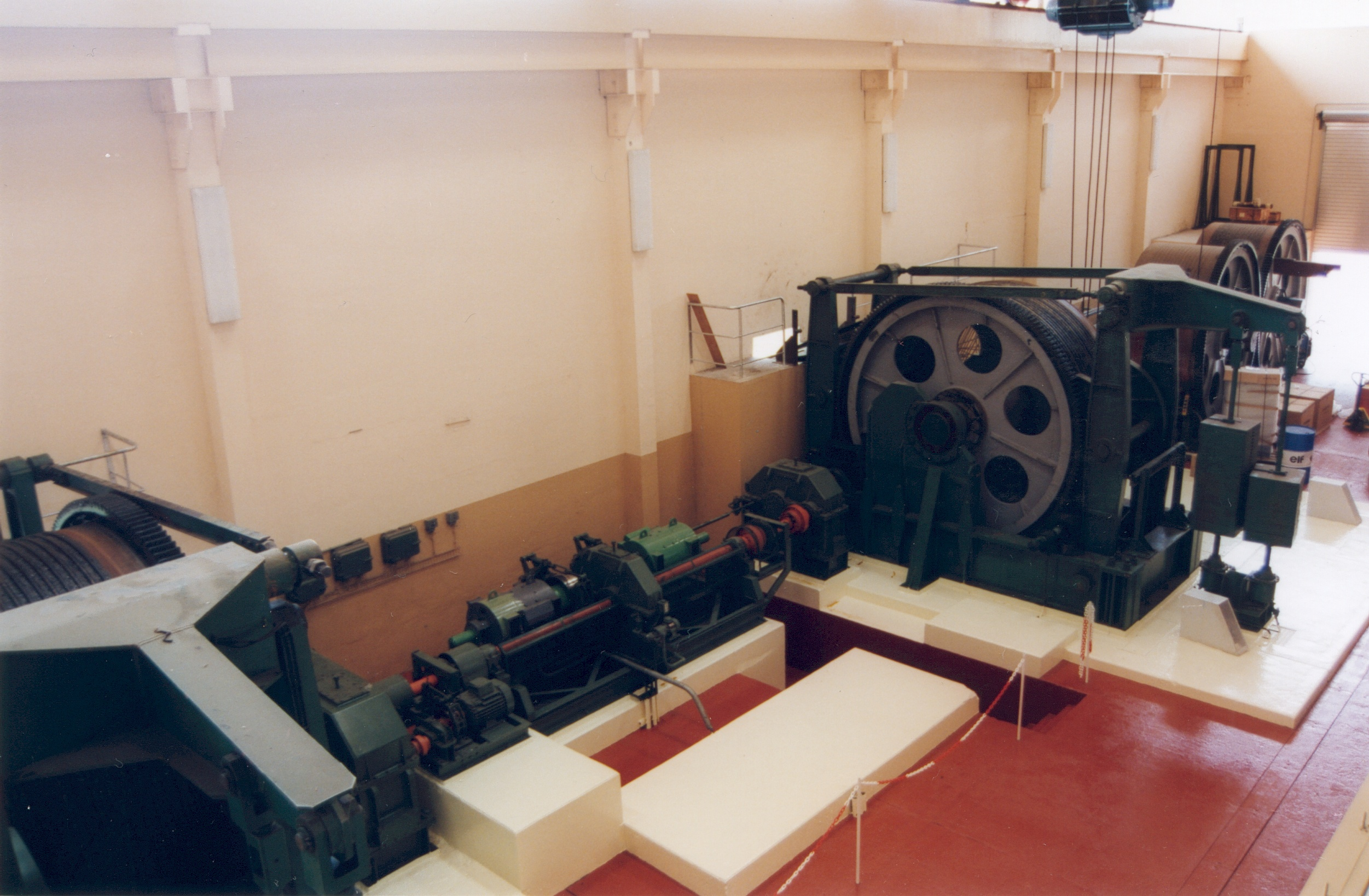
Machinekamer

Het Hellend vlak van Saint-Louis-Arzviller ligt aan het Marne-Rijnkanaal bij Arzviller in Frankrijk.

## Ligging
Het Marne-Rijnkanaal vormt een verbinding tussen de Rijn en de Marne en vormt voor de beroepsvaart de hoofdroute tussen Parijs en Straatsburg. Het kanaal werd aangelegd in de eerste helft van de 19e eeuw. In het kanaal lagen bij Arzviller 17 sluizen in een traject van vier kilometer die een hoogte overbrugden van 44 meter. De opeenvolging van de vele sluizen leidde tot forse vertragingen bij de scheepvaart mede vanwege het feit dat schepen elkaar niet konden passeren omdat het kanaal ter plaatse zo smal was.

## Beschrijving
In 1969 is hier een hellend vlak in gebruik genomen dat de functie van de sluizen heeft overgenomen. De helling heeft een constante hellingsgraad van 41%. De bak beweegt zich in de breedterichting en heeft een totaal gewicht, inclusief zo’n 750 m³ water, van ongeveer 900 ton. Er is slechts één bak en deze is verbonden met twee contragewichten die onder de bak gaan. In de machinekamer staan twee elektromotoren van 90 kW die het geheel in beweging brengen. Het kunstwerk trekt jaarlijks meer dan 100.000 dagjesmensen en zo'n 8000 vaartuigen.
De oude sluizen en het oude kanaal verkeren tegenwoordig in slechte staat. 

### Technische details
- Lengte van de helling: 108,6 meter
- Hoogteverschil: 44,5 meter
- Hellingsgraad: 41%
- Buitenmaten bak: 41,5 meter lang en 5,5 meter breed
- Waterdiepte in bak: circa 3 meter
- Contragewichten: 2 van 450 ton elk
- Reistijd: 4 minuten

## Ongeval
Op 4 juli 2013 reed, door nog onbekende oorzaak, de bak opeens een stukje omlaag terwijl een rondvaartboot aan het invaren was. Doordat de hefdeur vanwege het schip niet meer dicht kon, stroomde een massa water omlaag, die het kunstwerk zwaar beschadigde. De restauratie heeft 1,6 miljoen euro gekost. Begin mei 2014 werd het vlak weer in gebruik genomen, maar werd op 10 juli 2014 gestremd na een asbreuk. Enkele dagen later maakte de beheerder van de vaarweg Voies navigables de France (VNF) bekend dat de sluiting zeker tot eind 2014 zou gaan duren. De reden wordt gezocht in het feit dat bij de vervanging van die as, waarbij de bak werd opgekrikt, de constructie de andere kant is opgekanteld en zo verwrongen raakte.